# Вільнянські вікові дуби

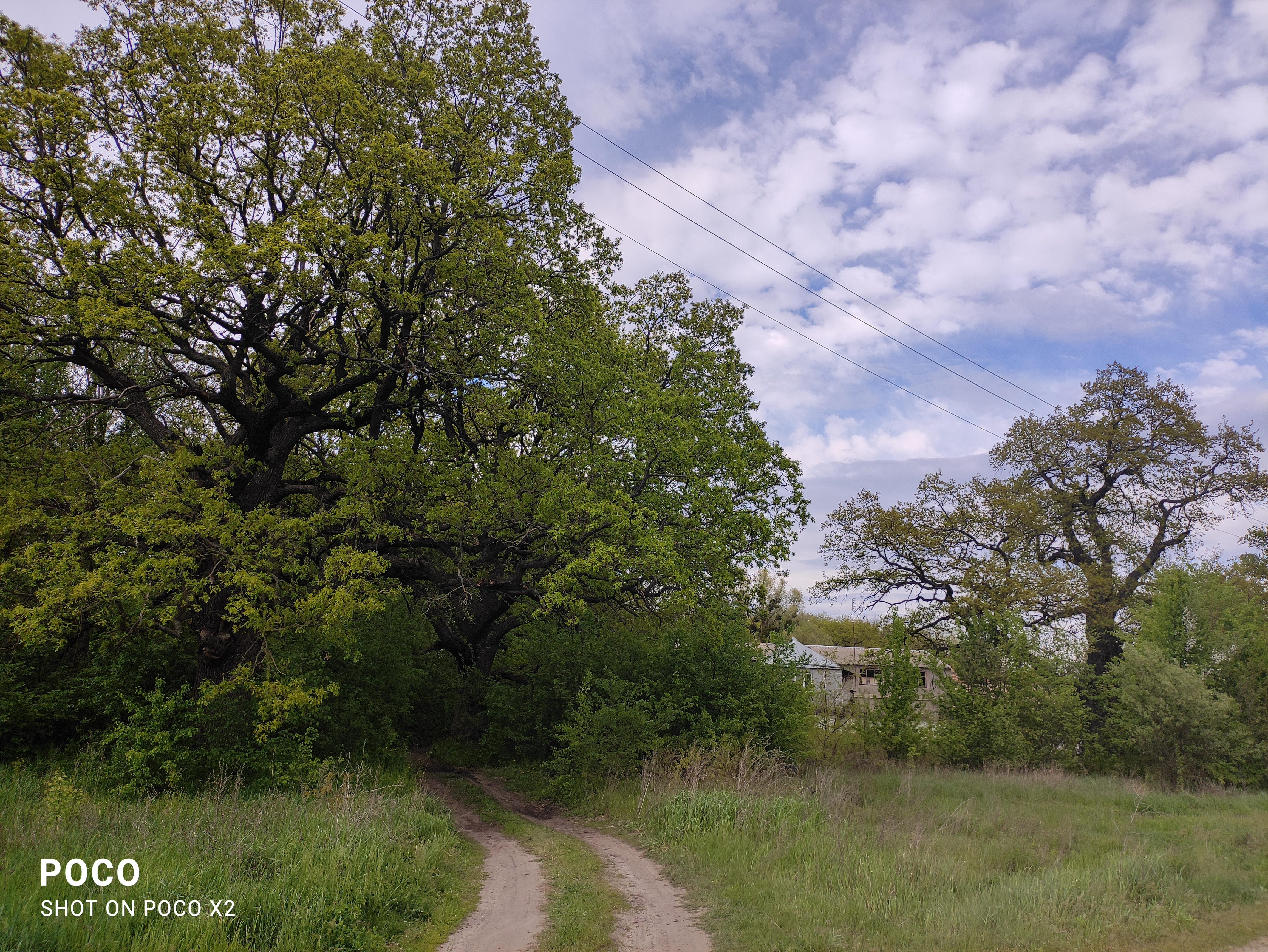
Вільнянські вікові дуби

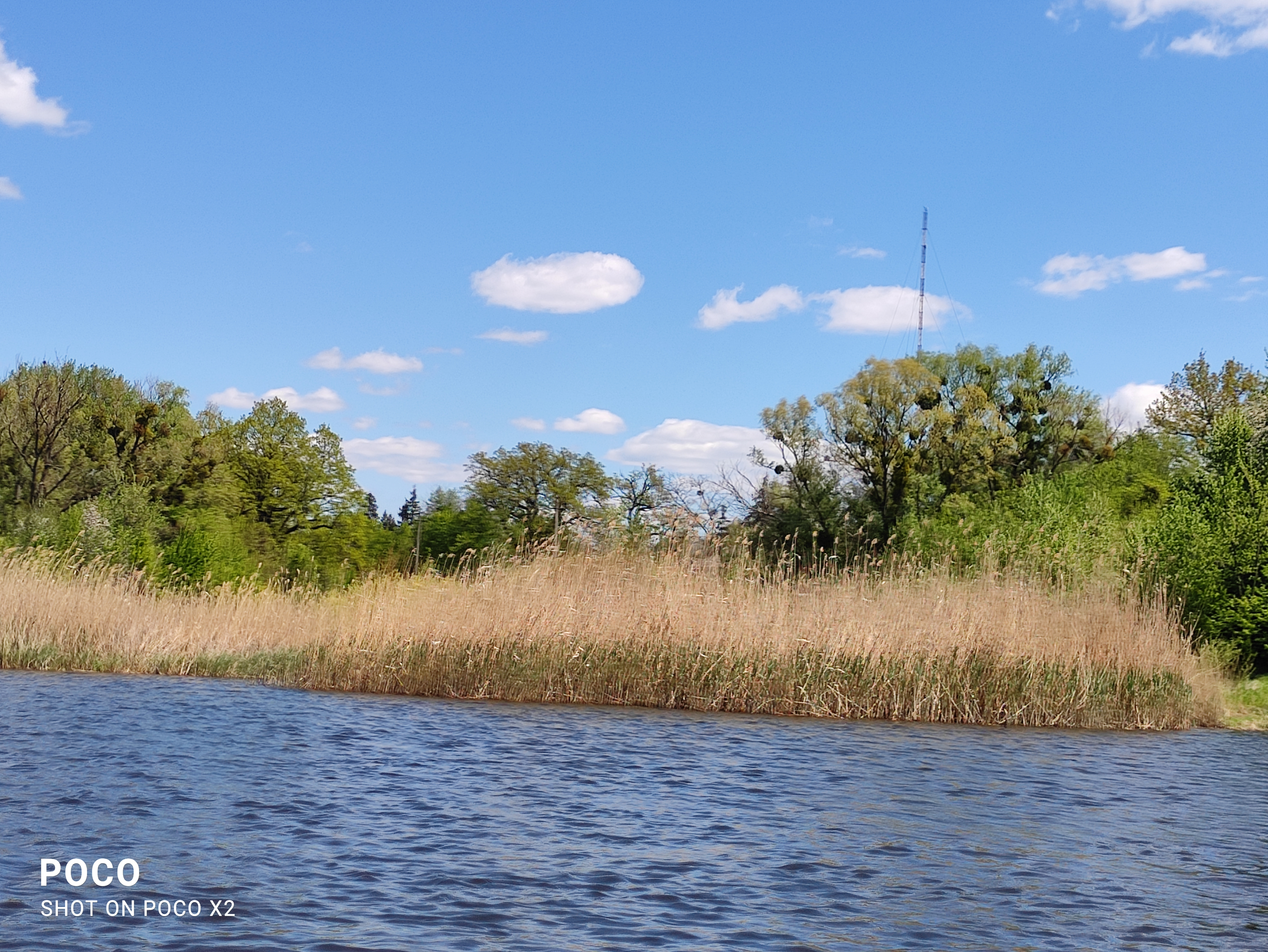
Вигляд з р. Самара

Вільнянські вікові дуби — ботанічна пам'ятка природи місцевого значення. Пам'ятка природи розташована між селом Вільне та селищем Зарічне Самарівського району Дніпропетровської області, Новомосковський військлісгосп кв. 200, діл. 2.
Площа — 0,5 га, створено у 1972 році.